# سبزقبای کوکویی
سبزقبای کوکویی یا سبزقبا-کوکو (نام علمی: Leptosomus discolor) نام یک گونه از رده پرندگان است.